# Кладдахское кольцо

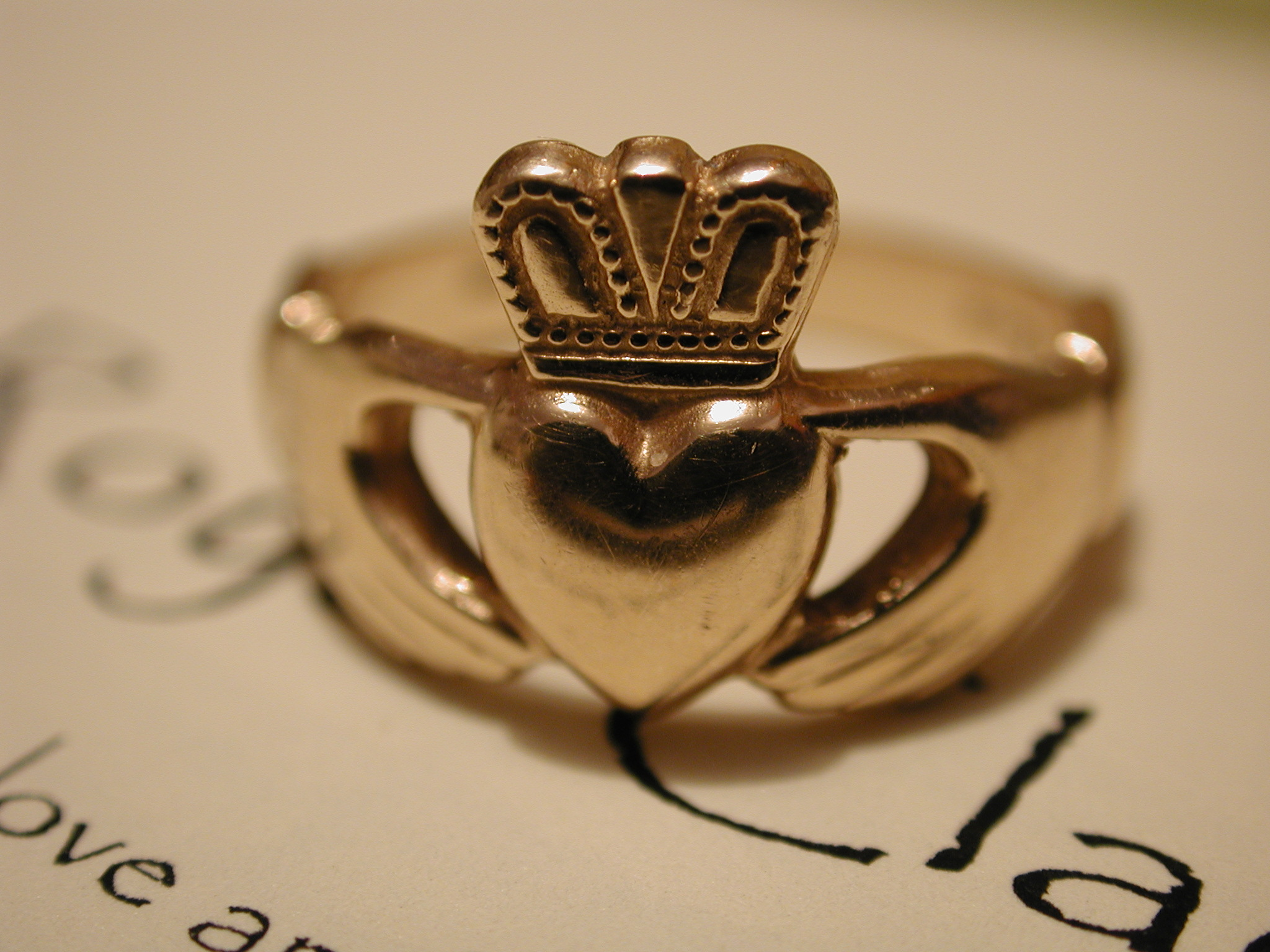
Золотое кольцо Кладда

Кла́ддахское кольцо́ (также встречается кольцо Кла́ддах, кла́ддаское кольцо, кольцо Кла́дда (англ. Claddagh ring)) — тип традиционного ирландского кольца, которое преподносится в знак дружбы, а также используется в качестве обручального кольца. Первое кольцо в таком оформлении было сделано в ирландской рыбацкой деревне Кладдах в графстве Голуэй. Кольцо изготавливается в форме пары рук, которые держат сердце, увенчанное короной. Сердце символизирует любовь, руки — дружбу (доверие), а корона — верность (лояльность).
На ирландских обручальных кольцах зачастую располагают надпись ирл. «Grá, Dilseacht, agus Cairdeas» (любовь, верность и дружба); порою её размещают и на кладдахских кольцах, являющихся одним из олицетворений этого девиза.
Во время ирландского картофельного голода многие ирландцы были вынуждены покинуть свою страну, и кладдахское кольцо вместе с эмигрантами распространилось по Соединённым Штатам Америки. В настоящее время кольцо Кладдах широко известно за пределами Ирландии.

## Символика

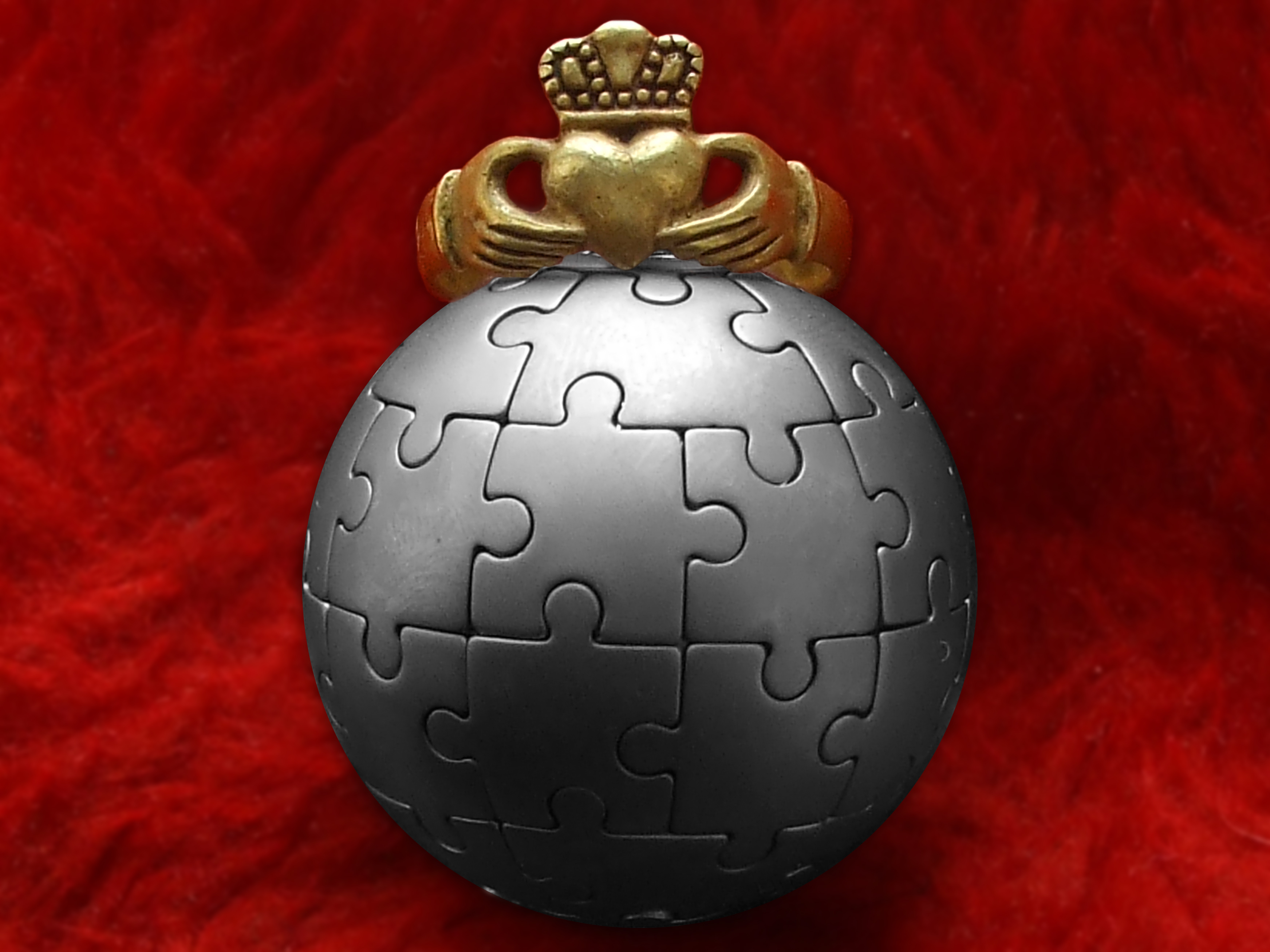
Латунное кладдахское кольцо на сферическом брелоке-пазле

Кладдахские кольца носят в знак дружбы или обручения. При этом существуют следующие нюансы:
- Если кольцо надето на правую руку и сердце обращено в направлении от его обладателя (то есть к кончикам пальцев), то это говорит о том, что владелец кольца Кладда находится в поиске своей любви[4].
- Если кольцо носят на правой руке и сердце обращено к обладателю кольца, то это говорит о том, что владелец кольца находится в любовных отношениях[4].
- Кольцо на левой руке с сердцем, обращённым к его владельцу, считается обручальным[L 4].

Позднее появился ещё и четвёртый способ ношения кольца — на левой руке, сердцем от носителя. Так его носят, согласно разным источникам, во время свадебной церемонии (как знак того, что сердца жениха и невесты устремлены друг к другу), помолвленные вдовые и разведённые.
По традиции кладдахское кольцо из поколения в поколение передаётся от бабушки к внучке или же от матери к дочери.

## Легенда

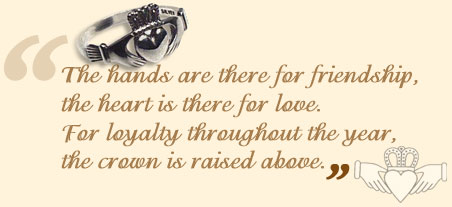
«Сердце, знак любви, руками окольцовано,
А руки, дружбы знак, за верность коронованы».

Кладдах — маленькая рыбацкая деревушка на западе Ирландии (сейчас — пригород Голуэя), где в 1660—1737 годах жил некий Ричард Джойс.
Он покинул родные края, отправившись работать в Вест-Индию. По возвращении Ричард собирался жениться на своей возлюбленной, но по пути в Кладдах его корабль был захвачен алжирскими пиратами, сам Ричард Джойс взят в плен и продан в рабство мавру-ювелиру. Раб быстро освоил ремесло своего хозяина и вскоре овладел им в совершенстве. Тоскуя по своей далёкой невесте, он создал кольцо в форме двух рук, держащих сердце под короной. Позднее это кольцо стало известно как кладдахское кольцо. В конце концов Ричарду Джойсу повезло: в 1689 году Вильгельм III Оранский вскоре после своей коронации договорился с маврами об освобождении всех британских рабов.
Несмотря на то, что бывший хозяин предложил Ричарду жениться на своей единственной дочери и стать совладельцем его ювелирной мастерской, Ричард вернулся на родину. Всё это время невеста Ричарда верно ждала его и замуж не выходила. Они поженились, и Ричард занялся ювелирным делом на родине.
Как и любая другая легенда, история о происхождении кладдахского кольца подвергается обоснованным сомнениям в её правдивости. Фактом остаётся то, что самые древние из сохранившихся колец имеют надпись «R.I.», а ювелир по имени Ричард Джойс (англ. Richard Ioyes) действительно существовал. Примечательно также то, что клеймо этого ювелира включает якорь — символ надежды.
Считается, что после закрытия ювелирной мастерской Ричарда Джойса в 1730-е годы производство кладдахских колец прекратилось и было возобновлено спустя поколение Джорджем Робинсоном (англ. George Robinson). Позднее такие кольца стали делать и другие ювелиры Голуэя.

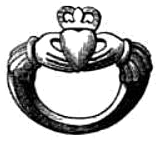
Кольцо Кладдах на изображении 1853 года

Ниже приведено несколько вариантов маркировки колец Кладдах, изготовленных в конце XVII — начала XVIII веков:
| Маркировка | Имя и город ювелира                       |
| ---------- | ----------------------------------------- |
| RI         | Ричард Джойс (Richard Joyce), Голуэй      |
| GR         | Джордж Робинсон (George Robinson), Голуэй |
| AR         | Эндрю Робинсон (Andrew Robinson), Голуэй  |
| NB         | Николас Бёрдж (Nicholas Burdge), Голуэй   |
| F          | Остин Френч (Austin French), Голуэй       |
| JD RD WD   | Диллон (Dillon)                           |
| JS         | Джон Шедвелл (?John Shadwell)             |
| TH         | ?                                         |

### Другие версии
По второй версии происхождения кладдахского кольца некая Маргарет Джойс вышла замуж за Доминго де Рона, богатого испанского торговца в Голуэе. После скоропостижной смерти мужа ей досталось большое наследство. Затем в 1596 году Маргарет вышла за Оливера Ог Френча (англ. Oliver Og French), правителя Голуэя. Своё состояние Маргарет потратила на строительство нескольких мостов в Коннахте и благотворительность, за что была вознаграждена: на её колени сбросил золотое кольцо орёл.
Существуют и другие версии, которые настаивают на том, что кольцо старше, чем предыдущие легенды.
- Версия на основе кельтской мифологии: Корона на кольце символизирует Бяха-Иле (Beathauile)[13], левая рука — Дану, мать ирландского народа, а правая рука — Дагду (Dagda Mór), всемогущего отца богов. Под сердцем подразумевается человечество[1][14].
- Рыбацкая версия: Изображение на кладдахском кольце является своего рода «логотипом» рыбаков этого региона. Его изображали на лодках и парусах, его носил каждый рыбак в знак принадлежности к профессии. Если местные рыбаки встречали лодку, команда которой не могла предъявить такое кольцо, то они её могли уничтожить[8][14]. Разумеется, у этой версии — легенды о королях рыбаков Голуэя (англ. The Fishing Kings Of Galway) в настоящее время в регионе Кладда сторонников осталось мало.
- Церковь даёт своё толкование символов, и даже в двух версиях. Первая версия говорит о любви, дружбе и верности как качествах Христа, вторая видит в кольце символ Троицы (корона и две руки), охраняющей человечество (сердце)[14].
- Ещё одна популярная версия происхождения кладдахского кольца, ссылающаяся на древние ирландские традиции, отличается особой трагичностью и кровавостью. Согласно этой легенде король, влюблённый в простолюдинку, от безысходности покончил с собой[1][14]. Король терял честь, заключив неравный брак, по ирландским верованиям это пагубно бы отразилось на плодородности его земель. Короля похоронили, вложив в его руки его же сердце. Кольцо, по этой легенде, является символом «любви до гроба».

## Известные обладатели кладдахских колец

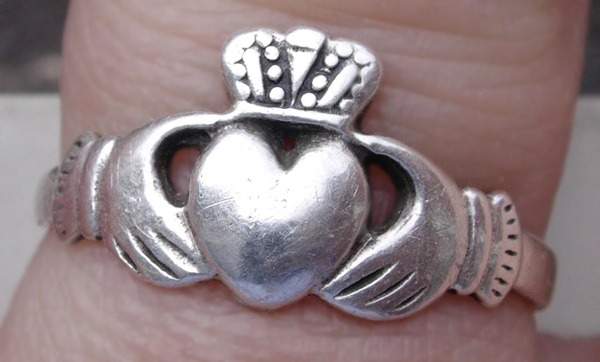
Серебряное кладдахское кольцо

В соответствии с легендой о королях рыбаков Голуэя кладдахское кольцо символизирует девиз правителей:
Мы хотим править в духе любви и дружбы.
Кладдахское кольцо носили некоторые английские правители (например, Виктория и Эдуард VII). Кольца для них выполнила ювелирная фирма Томаса Диллона (англ. Dillons of Galway), основанная в 1750 году, обладатель Королевского Патента на производство колец Кладда. Среди клиентов этой фирмы были князь Монако Ренье III и его супруга Грейс Келли, Уолт Дисней, Уинстон Черчилль, король Георг V и другие знаменитости.
В 1984 году во время празднования 500-летия получения Голуэем статуса города его жители в ответ на полученные поздравления от президента США Рональда Рейгана подарили ему выполненное по специальному заказу кладдахское кольцо из 18-каратного золота.
Американец шотландского происхождения, певец и фронтмен группы The Doors Джим Моррисон и американка ирландского происхождения, литератор Патрисия Кеннели-Моррисон обменялись кладдахскими кольцами на своей языческой свадьбе. Изображение колец присутствует на обложке мемуаров Кеннели-Моррисон «Странные дни: моя жизнь с Джимом Моррисоном и без него» (англ. Strange Days: My Life With and Without Jim Morrison), кладдахское кольцо видно на руке Патрисии на многих её фотографиях.

## Разновидности

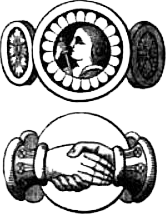
Кольцо Гиммель

### Дублинская версия
В дублинской версии кольцо состоит из двух рук и двух сердец, но без короны. Оно пользуется популярностью среди ирландцев, выступающих за независимость Ирландии от Великобритании (именно поэтому в дублинском кольце Кладда отсутствует корона; существует также версия, что именно в таком варианте первое кольцо с потерпевшего крушение испанского корабля было найдено на побережье Ирландии, а корона на нём появилась позднее по приказу Королевы Елизаветы). Это кольцо стало известным как «кольцо Фениев» (англ. Fenian Claddagh).

### Кольцо Феде
Возможно, кладдахское кольцо является разновидностью кольца Феде (итал. Fede — вера) в форме соединённых в рукопожатии рук, известного у римлян и греков, которое получило современный облик кольца Кладда в Средние века. Несколько экземпляров этого кольца из золота, серебра и бронзы, датируемых XV—XVI веками, хранятся в Национальном музее Ирландии.
Аналогичного вида кольца встречались на островах Аран и в Коннемаре. Название им дали коллекционеры в XIX веке.

### Кольцо Гиммель
Кольца Феде являются, в свою очередь, разновидностью кольца Гиммель (англ. Gimmel Rings, joint-ring), подвида «колец-головоломок» (англ. puzzle rings). Такие кольца использовались на помолвках и свадьбах с начала XV века. Их отличительная особенность состоит в том, что пара или тройка таких колец способна сложиться в одно (одно кольцо при этом принадлежит мужу, второе — жене, третье — свидетелю). Название кольца происходит от третьей буквы еврейского алфавита.

### Прочие

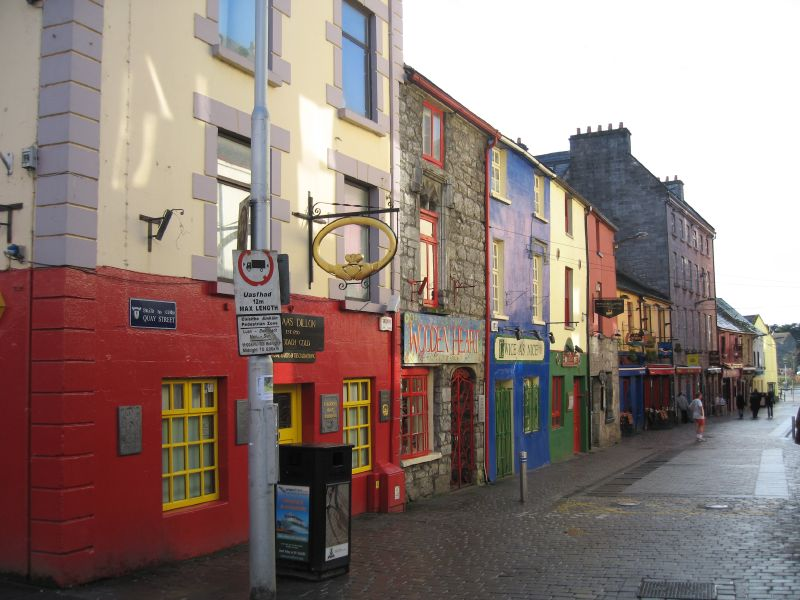
Музей колец Кладда

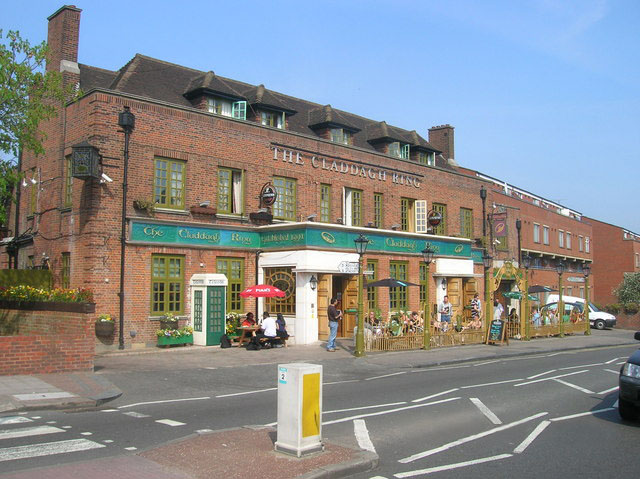
Паб Claddagh Ring в Лондоне

Томас Диллон упоминает также некоторые ранние «версии» — например, с короной-митрой, или же выплавленные из монет, похожее кольцо из Бретани, «Мунстерское» кольцо, и даже некоторые испанские кольца, имеющие определённые сходства с тем, что принято считать за кладдахский стандарт.

## Современное использование
Кладдахские кольца пользуются популярностью и по сей день, в особенности, для указания своего ирландского происхождения, принадлежности к кельтской культуре, а также в качестве украшения. После 11 сентября 2001 года на руинах башен-близнецов в Нью-Йорке было найдено около 200 колец Кладда.
Существует Музей колец Кладда, известный как «самый маленький музей Европы с самым большим сувенирным магазином». В нём хранятся кольца, сделанные в мастерских Николаса Бёрджа, Ричарда Джойса и Джорджа Робинсона. Также в нём есть самое маленькое из существующих кладдахских колец, умещающееся на подушечке мизинца. Кольца для экспозиции частично находятся в процессе археологических раскопок; одна из найденных в археологическом мусоре партия из десяти колец компании Диллона стоила в общей сложности более 6000 евро.
В Лондоне существует достаточно известный ирландский паб The Claddach Ring, основанный в 1991 году, выполненный в средневековом деревянном антураже и использующий в декоре символику кладдахских колец. Символика используется также в таких украшениях, как серьги, ожерелья, диадемы, воспроизводится на сувенирной продукции. Известен случай, когда кольцо было модифицировано как оружие, способное поранить лицо нападающего.

### Упоминания в художественных произведениях
Кольца Кладда иногда появляются в фильмах, например в фильме кинорежиссёра Оливера Стоун «Дорз» (англ. «The Doors»), в фильме «Команда 49: Огненная лестница» (англ. «Ladder 49») и фильме «Ирландец». В телесериале «Баффи — истребительница вампиров» Ангел дарит кольцо Баффи в знак любви, сам он тоже носит такое кольцо. О кольце поётся в песне The Gold Claddagh Ring Энди Стюарта и в The Old Claddagh Ring, исполнявшуюся такими исполнителями, как, например, Марго и Дермот О’Брайан. Кроме того, упоминания кольца встречаются в романе Джеймса Джойса «Улисс», «Заклинании для спецагента» Роберта Асприна и Джоди Линн Най, «Королевстве Возможного» Дэвида Левитана, в «Вампираты. Демоны океана» Джастина Сомпера, в «Позднем ужине с Клоудом ла Бадарианом» Уильяма Монахана, в повести «Гончая: корабль-призрак» Ирины Нечаевой и в других художественных произведениях. Герой фильма «Как выйти замуж за три дня» (англ. Leap Year) Деклан говорит, что во время пожара спас бы обручальное кольцо матери («So that thing I’d grab if I had 60 seconds, it’s my mother’s Claddagh ring»).

Массивное серебряное кольцо Кладда, инкрустированное рубинами носит главный герой гангстерской драмы братьев Коэн «Перекрёсток Миллера» Том Риган. Исполнитель роли Гэбриэл Бирн после окончания съёмок забрал кольцо с собой и, по его словам, с тех пор носит, никогда не снимая.